# Agressor
Agressor ist eine französische Thrash- und Death-Metal-Band aus Antibes, die im Jahr 1986 gegründet wurde.

## Geschichte
Die Band wurde 1986 gegründet, nachdem Sänger und Gitarrist Alexandre Colin-Tocquaine ab 1984 nach anderen Musikern gesucht und 1985 eine kurzlebige Speed-Metal-Band namens Kataclism gegründet hatte. 1986 spielte Agressor die erste Demoaufnahme The Merciless Onslaught ein, die die Position der Band im internationalen Untergrund förderte. 1987 folgte die zweite Kassette Satan Sodomy, deren pornographisches Cover Aufmerksamkeit erregte. Dieser folgten erste Konzerten in Frankreich und der Schweiz unter anderem mit Messiah, Samael, Sodom und Living Death. 1988 erschien die Split-LP Licensed to Thrash mit Loudblast als erste französische Thrash-Metal-Schallplatte. Nach dem Einspielen der Demoaufnahme Orbital Distortion, wurde Agressor als erste französische Band von einer internationalen Plattenfirma unter Vertrag genommen und nahm einige Monate nach dem Fall der Berliner Mauer das Debütalbum Neverending Destiny im Berliner Skytrak-Studio auf. Das Album wurde von The Boss produziert und 1990 über Noise Records veröffentlicht; das Schallplattencover wurde von Philippe Druillet, einem der Gründer des Comic-Magazins Métal hurlant, entworfen.
1992 folgte Agressors zweites Album Towards Beyond, das im schwedischen Montezuma-Studio aufgenommen; wie Neverending Destiny wurde es von The Boss produziert, der es über seine eigene Plattenfirma Black Mark Production veröffentlichte. Über Black Mark Production erschienen unter dem Titel Satan Sodomy auch Agressors Beiträge zur Split-LP Licensed to Thrash von 1988. 1994 folgte das Album Symposium of Rebirth, für das die Chöre des Opéra de Lyon engagiert wurden. Außerdem wirkte Napalm-Death-Sänger Mark „Barney“ Greenway beim Terrorizer-Cover After World Obliteration mit; Colin-Tocquaine hatte einige Jahre zuvor selbst vorgehabt, sich Napalm Death anzuschließen, als die Band einen neuen Gitarristen suchte und Colin-Tocquaine Probleme mit seiner eigenen Band hatte.
Nach der Veröffentlichung des Albums trat die Band bei Tourneen und Konzerten mit Bands wie Sinister, Wargasm, Morbid Angel, Obituary, Pestilence und Biohazard. Am 20. Januar 1995 spielte Agressor mit Sadist und Blessed in Sin in Toulon, der Auftritt von Blessed in Sin erschien 1995 als Kassette mit dem Titel A Tribute to Euronymous. Nach einer Tournee durch Großbritannien mit Cradle of Filth im Juni 96 begann Colin-Tocquaine, für Black Mark Production zu arbeiten, und wurde Gitarrist für Ibanez. Aufgrund dieser Betätigungen folgten bis 2000 keine weiteren Aufnahmen. Das 2000 veröffentlichte Album Medieval Rites wurde mithilfe eines Flötisten, eines Violinisten, eines Posaunisten, einer Opernsängerin sowie Krells und Christinas von Bloodthorn, des Ex-Mercyful-Fate-Schlagzeugers Morten Nielsen und des Rotten-Sound- und Enochian-Crescent-Schlagzeugers Kai Hahto. Dem Album folgte eine Tournee mit Bloodthorn und …And Oceans und die MCD The Spirit of Evil, die zwei Videoaufnahmen von einem Konzert mit Mayhem in Marseille im Jahr 2000 enthielt, bei dem Agressor von James Murphy (Testament, Death, Obituary) unterstützt wurde.
Im Januar 2002 organisierte die Band ein Konzert bei der Midem in Cannes, dessen Videomitschnitt 2006 auf einer das über Season of Mist veröffentlichte Album Deathreat begleitenden DVD.

## Stil
Die Band beschreibt ihre Musik als „black-metal-getönte Death-Thrash-Metal-Fusion“. Metalion beschrieb den Stil der ersten beiden Demoaufnahmen und der Stücke auf der Split-LP mit Loudblast als Death Metal in der Tradition von Kreator, insbesondere Alex Colin-Tocquaines Gesang erinnere an den von Miland „Mille“ Petrozza. Im Metal Hammer wurde das Material mit Kreators Pleasure to Kill verglichen. Auf dem Debütalbum Neverending Destiny bewegte die Band sich zwischen brutalem Thrash Metal und technischem Death Metal, die Texte handelten von Science-Fiction, während die meisten anderen Bands gore- oder okkultismus-beeinflusste Texte schrieben; der Stil erinnerte nun leicht an Morbid Angel. Auf dem zweiten Album Towards Beyond vermischte sie mittelalterliche Musik mit technischem Death Metal, Thrash-Metal-Riffs und „ultra-schweren Passagen mit höhlenhaftem Klang“. Auf Symposium of Rebirth kamen Chorgesänge professioneller Opernsänger hinzu, auf dem Album wechseln sich akustische mittelalterliche Stücke, Death Metal und nachgespielte Stücke aus der Filmmusik zu Conan der Barbar ab. In der Kritik zu Deathreat auf sputnikmusic.com wird besonders die hohe Geschwindigkeit, sowie der kraftvolle Klang der Stücke positiv hervorgehoben, wobei bei diesem Album der Vergleich zu der Band Vader besonders passend sei. Besonders der Gesang sei mit dem von Vader-Sänger Piotr Wiwczarek vergleichbar. Es wurde vier von fünf möglichen Punkten vergeben. Auf metalcrypt.com wird das Album Medieval Rites als experimentell beschrieben, wobei teilweise vergleiche mit Celtic Frost gezogen werden. Es wurden 4.25 von 5 möglichen Punkten vergeben.

## Diskografie
- 1986: The Merciless Onslaught (Demoaufnahme, Eigenveröffentlichung)
- 1987: Satan Sodomy (Demoaufnahme, Eigenveröffentlichung)
- 1988: Licensed to Thrash (Split-LP mit Loudblast, New Wave Records)
- 1989: Orbital Distortion (Demoaufnahme, Eigenveröffentlichung)
- 1990: Neverending Destiny (Album, Noise Records)
- 1992: Towards Beyond (Album, Black Mark Production)
- 1993: Satan Sodomy (Wiederveröffentlichung der Beiträge zur Split-LP Licensed to Thrash, EP, Black Mark Production)
- 1994: Symposium of Rebirth (Album, Black Mark Production)
- 1995: Someone to Eat auf Brutale generation (Semetery Records, WMD)
- 2000: Medieval Rites (Album, Season of Mist)
- 2002: The Spirit of Evil (EP, Eigenveröffentlichung)
- 2005: Barrabas auf Apocalypse: livre 66, chapitre premier (Season of Mist)
- 2005: The Merciless Onslaught (Kompilation der Demoaufnahmen von 1986 bis 1989, Deadsun Records)
- 2006: Deathreat (Album, Season of Mist)